# Hemlingsån
Hemlingsåns naturreservat är ett reservat i Örnsköldsviks kommun, som omfattar åsystemet hela vägen uppströms från Hemling, där ån mynnar ut i Gideälven. Det är frågan om en skogså som är ungefär 50 kilometer lång, med kortare forsar omväxlat med sel och sjöar. Med svenska mått är ån relativt opåverkad av exploatering, men har tidigare brukats som flottled och flottrensningar har genomförts. Omgivningarna domineras av skogsmark och myrmark.  Öster om Bergssjön passerar Urskogsleden genom reservatet. 
Det finns utter (Lutra lutra) i området, och det är i första hand för att skydda utterns livsmiljö som vattensystemet har skyddats. Totalt omfattar reservatet ungefär 1930 hektar.

## Mera om skyddet
Skyddet av ån omfattar själva ån och 25 meter på vardera sidan, dessutom alla sjöar som ingår i vattensystemet. Ändamålet är att bevara ån med dess stränder och tillhörande sjöar som ett naturligt och tämligen opåverkat område. På det sättet skyddas livsmiljön för den lokala utterstammen. Samtidigt ges förutsättningar för en ökning av uttrarnas antal. 
Reservatet är av Regeringen antaget som Natura 2000-område enligt habitatdirektivet. De naturtyper som bidragit till att göra Hemlingsån skyddat är, för att citera ur bevarandeplanen: ”Naturliga större vattendrag av fennoskandisk typ och vattendrag med flytbladsvegetation eller vattenlevande mossor”.

## Fauna
Arter i området som medfört skydd enligt Natura 2000 är förutom uttern även flodpärlmussla (Margaritifera margaritifera) och stensimpa (Cottus gobio). I övrigt kan nämnas att det i området finns ett genetiskt intressant och skyddsvärt bestånd av harr (Thymallus thymallus).
Flodpärlmusslan är helt knuten till rinnande vatten med en botten som domineras av block, sten, grus och sand. Mussellarverna (glochidierna) lever cirka tio månader som parasit på gälarna hos öring eller lax. Spridning sker inom det aktivitetsområde som utnyttjas av småöringar. Det är därför viktigt med den lokal reproduktion av värdfiskarna, eftersom det framför allt är ung öring som fungerar som värd.
Några flodpärlmusslor i ån har åldersbestämts till ungefär 150 år. Målet enligt Natura 2000 är att populationen av flodpärlmusslor inte ska understiga 45 000 individer i området.

## Skötsel av reservat
Hemlingsån ska återställas till ett så naturligt tillstånd som möjligt. Därför lämnas större delen av området för fri utveckling där naturliga processer får råda. De delar av vattendraget som tidigare flottrensats kommer att återställas till sitt naturliga tillstånd och vandringshindren tas bort.

## Bildgalleri

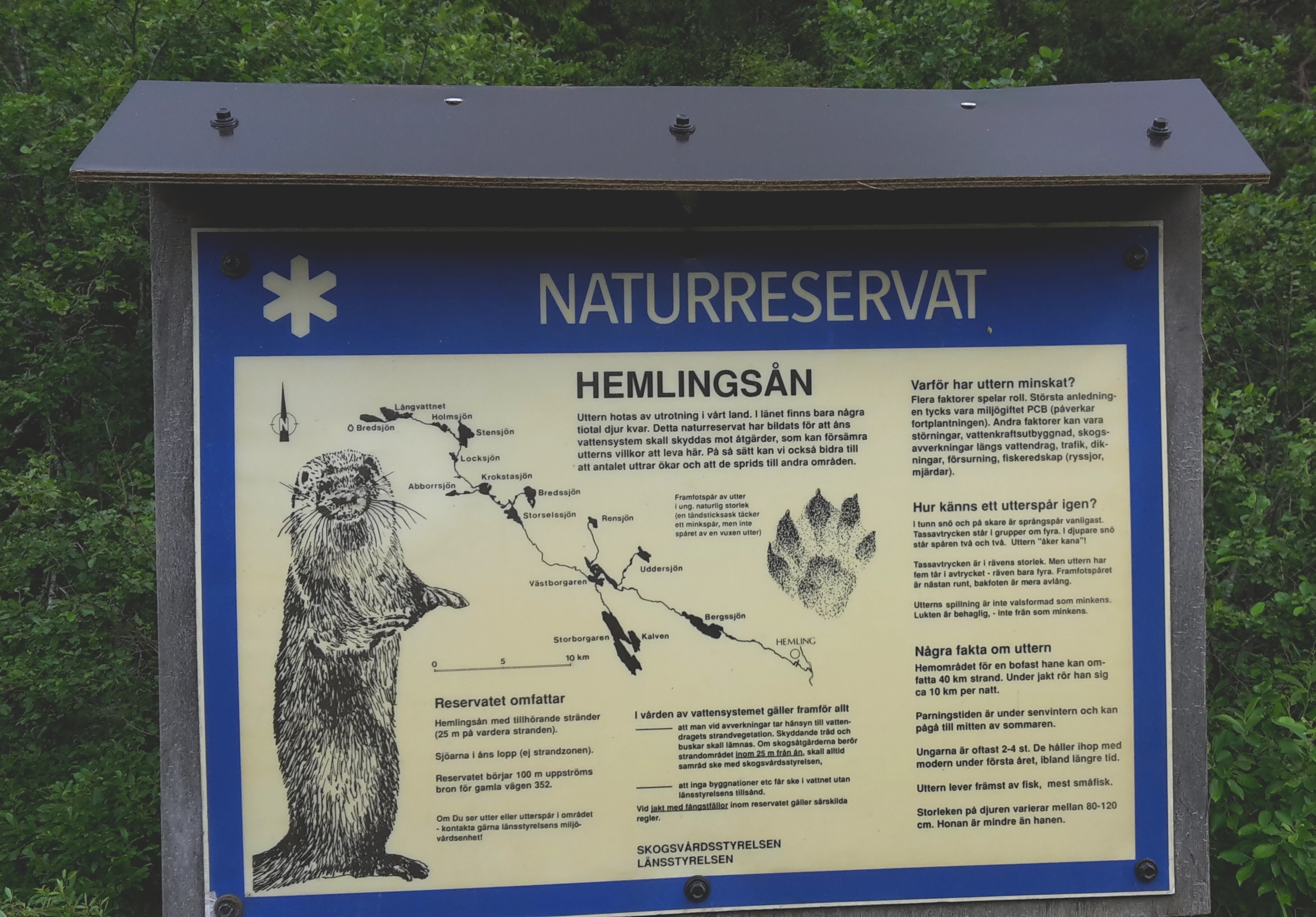
Informationstavla vid Hemlingsåns östra ände.
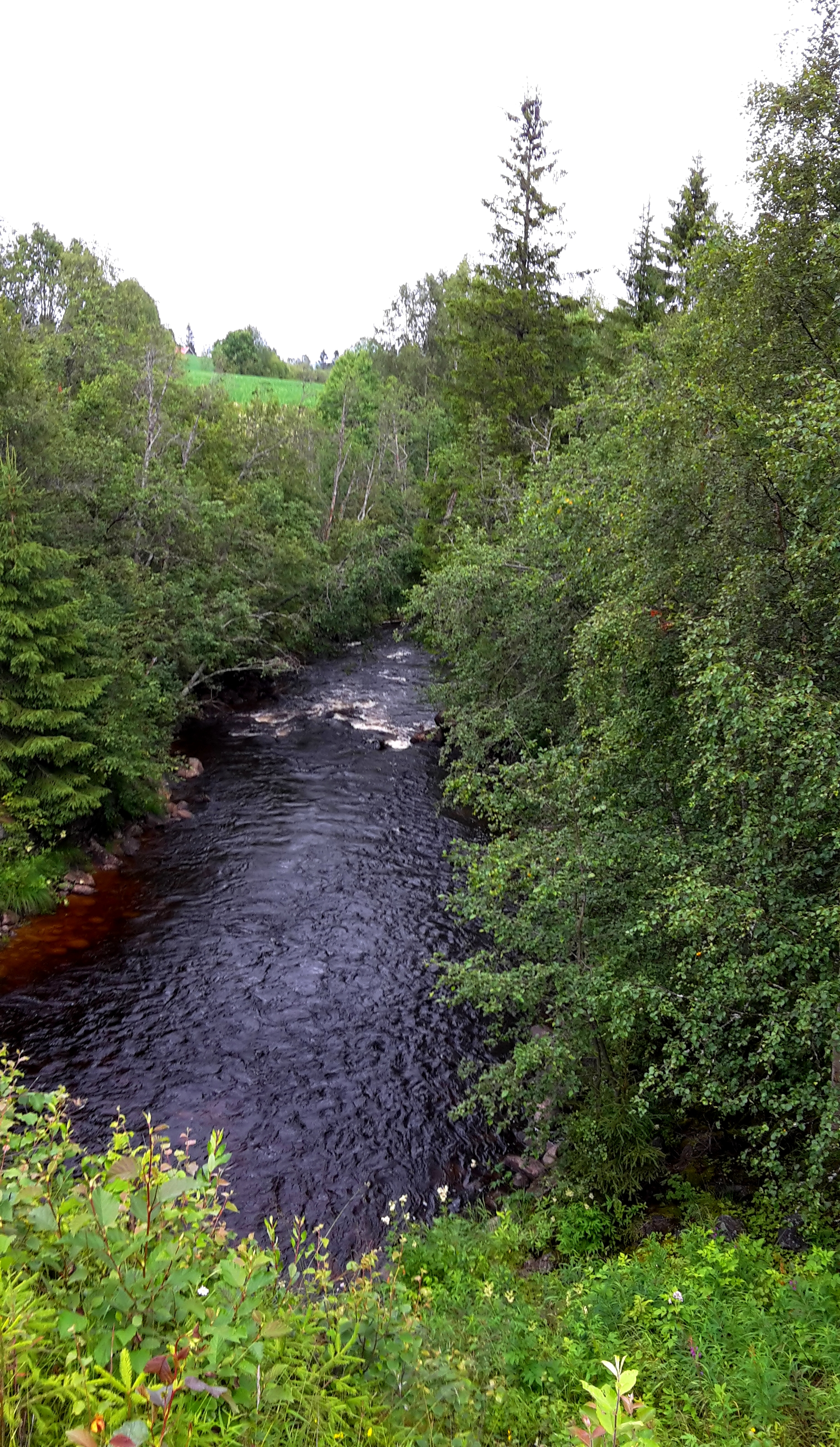
Hemlingsån betraktad österut vid Hemling, mot dess utlopp i Gideälven.
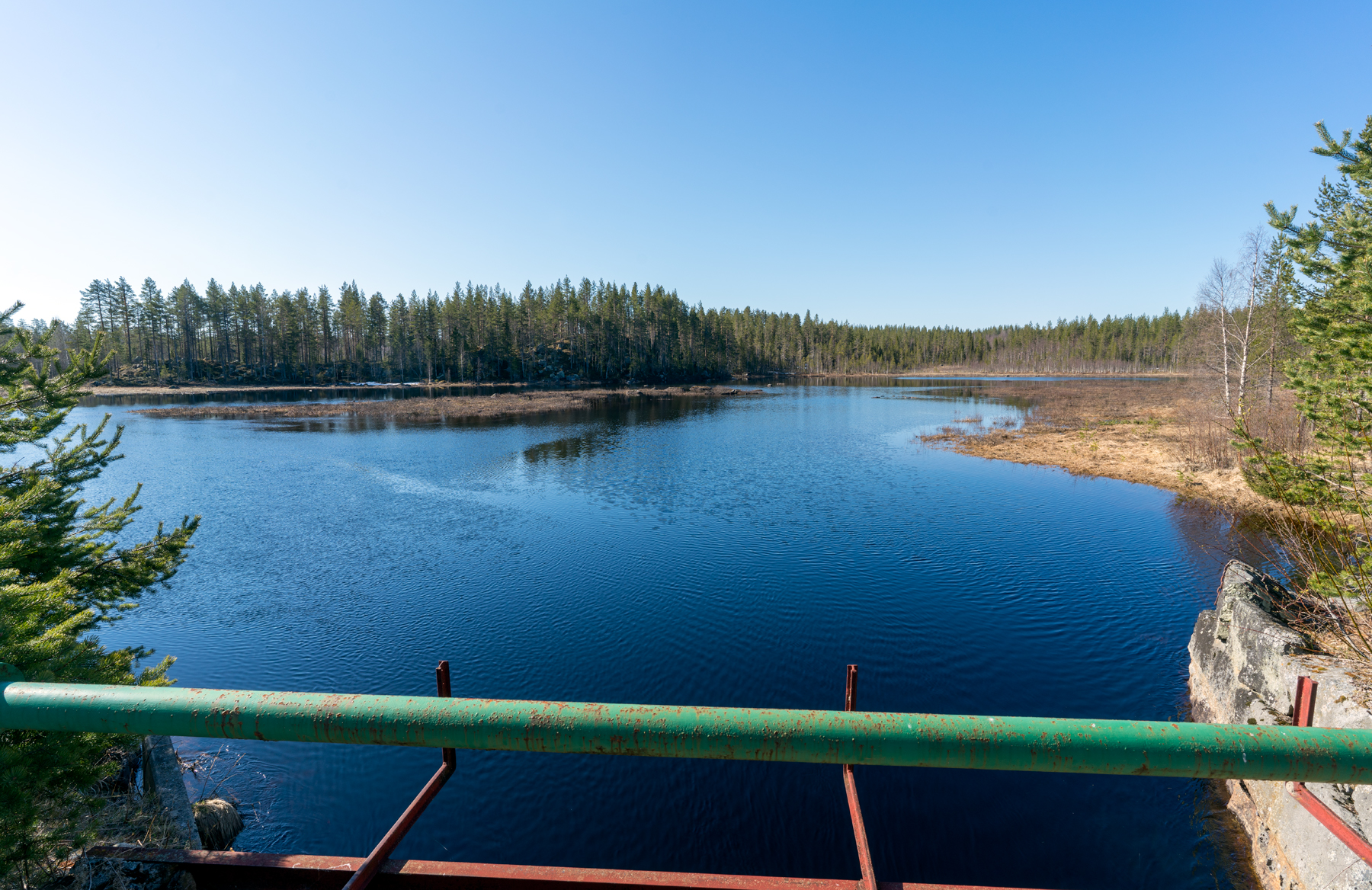
Hemlingsån en ½ km nedströms sjön Västborgarn - vy mot söder.
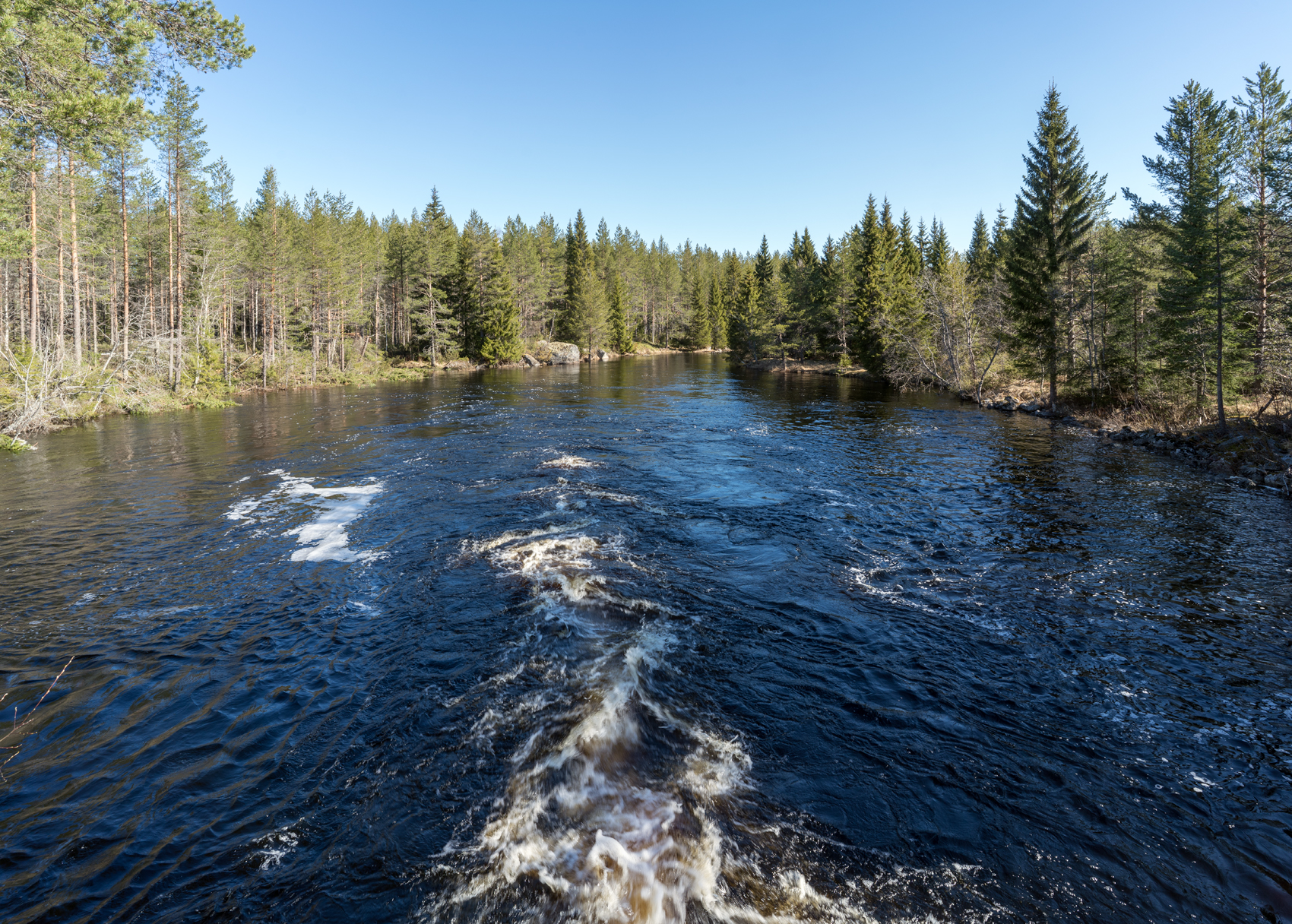
Hemlingsån en ½ km nedströms sjön Västborgarn - vy mot norr.
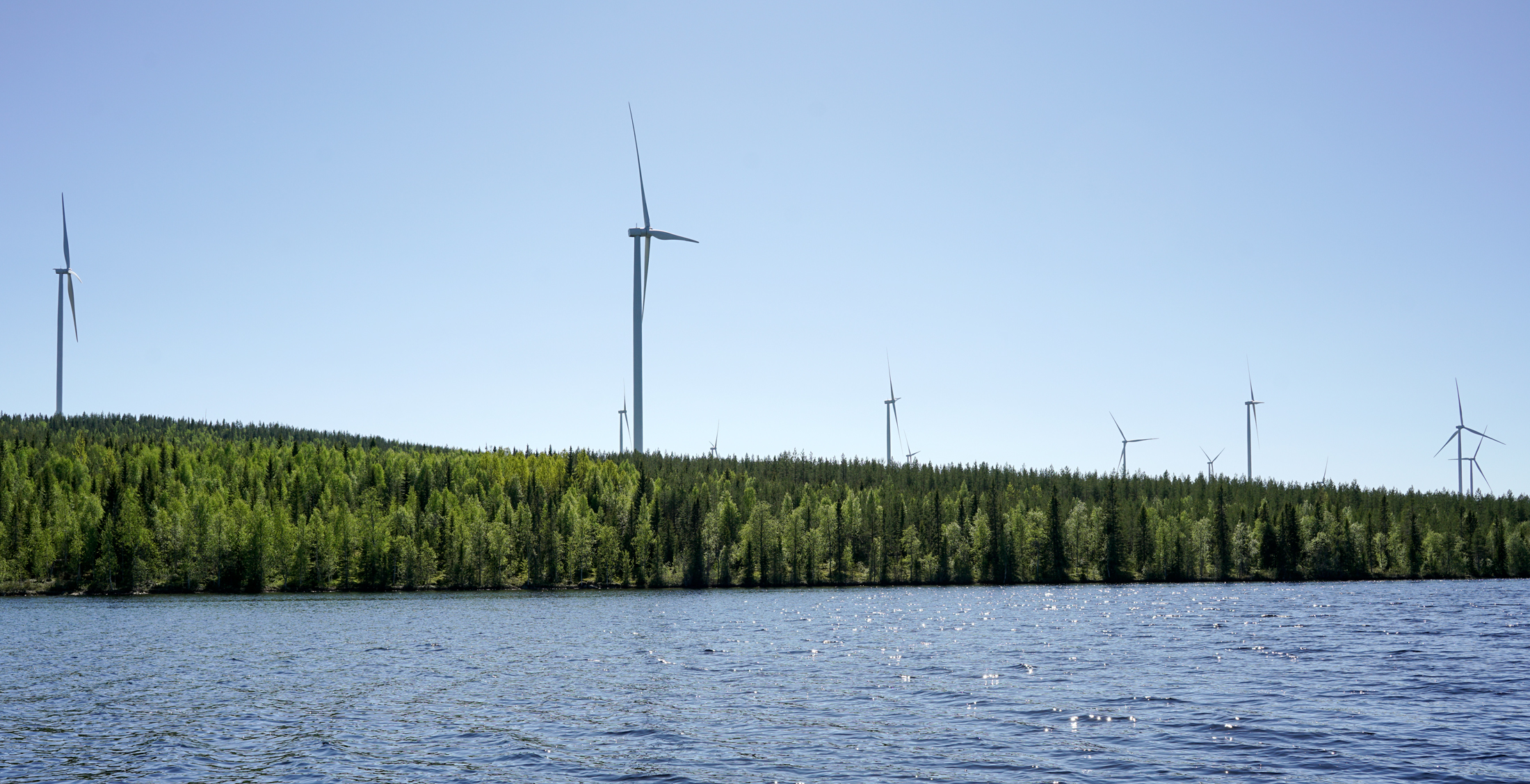
Bredsjön är den västligaste delen i Hemlingsåns naturreservat.